# Wilsonova věta
Wilsonova věta (pojmenovaná po Johnu Wilsonovi) je matematická věta, která zní:
Číslo p > 1 je prvočíslo, právě když {\displaystyle (p-1)!\ \equiv -1{\pmod {p}}}.

## Důkaz
Mohou nastat tři případy:
1. p je prvočíslo.
Ke každému z čísel, jejichž součin je na levé straně kongruence, existuje číslo inverzní modulo p, inverze je bijekcí, jediná dvě čísla, která se v ní zobrazí sama na sebe, jsou 1 a p − 1. Ostatní čísla se vždy vykrátí s inverzemi, na levé straně je tedy součin {\displaystyle 1\cdot (p-1)\equiv -1{\pmod {p}}}.
Asi by se melo explicitně dokázat, ze 1 a (p-1) jsou jediná idempotentní čísla (tj. a*a mod p = 1): Předpokládejme, že {\displaystyle a^{2}\equiv 1}
{\displaystyle a^{2}-1\equiv 0}
{\displaystyle (a-1)(a+1)\equiv 0}.
 Protože cyklická (prvočíselná) grupa nemá žádné dělitele nuly kromě 0 a p, je tedy a-1 = 0 nebo a+1 = p.

1. p je složené, p > 4, pak lze rozlišit dva případy:
  1. Mezi čísly 1, 2, …, p − 1 existují dvě různá čísla a, b taková, že p = ab, takže {\displaystyle (p-1)!\ \equiv 0{\pmod {p}}}.
  2. p je druhá mocnina prvočísla q, q > 2. Pak jsou mezi čísly 1, 2, …, p − 1 čísla q, 2q, {\displaystyle 2q^{2}|(p-1)!}, {\displaystyle (p-1)!\ \equiv 0{\pmod {p}}}
2. p = 4
{\displaystyle (p-1)!=6\ \equiv 2{\pmod {4}}}